# His Trust
His Trust é um filme de guerra civil do cinema mudo de 1911 em curta-metragem norte-americano, escrito por D. W. Griffith. Cópias do filme ainda existem no Museu de Arte Moderna e na Biblioteca do Congresso. Trata-se de "A devoção fiel e auto-sacrifício de um velho servo negro", que é interpretado em blackface. Sequência do filme é a His Trust Fulfilled.

## Elenco
- Wilfred Lucas
- Dell Henderson
- Claire McDowell
- Edith Haldeman
- Linda Arvidson
- Dorothy Bernard
- Kate Bruce
- Adele DeGarde
- Gladys Egan
- Francis J. Grandon
- Joseph Graybill
- Guy Hedlund
- Grace Henderson
- Harry Hyde
- Adolph Lestina
- Jeanie Macpherson
- Violet Mersereau
- W. Chrystie Miller
- Alfred Paget
- Lottie Pickford
- Vivian Prescott
- W. C. Robinson
- Mack Sennett
- Kate Toncray
- Charles West
- Dorothy West